# Leandro Messineo

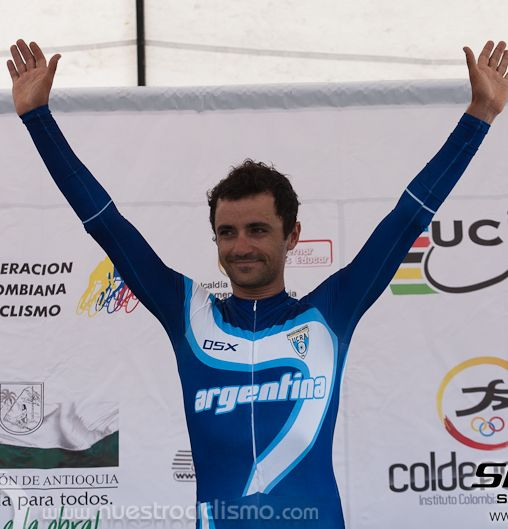
Leandro Messineo bei den Panamerikameisterschaften 2011

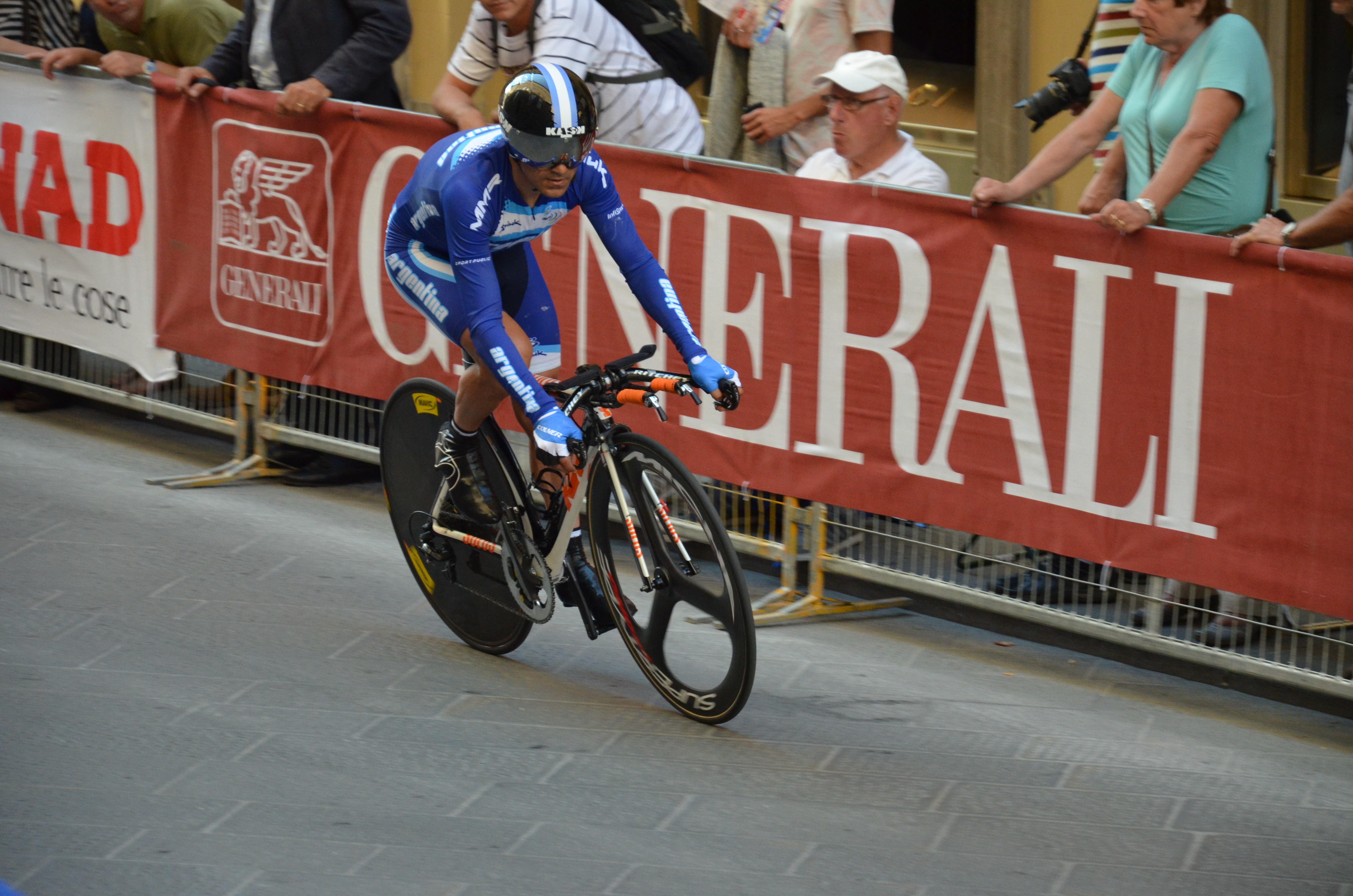
Leandro Messineo bei den Straßenweltmeisterschaften 2013

Leandro Carlos Messineo (* 13. September 1979 in Olavarría) ist ein argentinischer Radrennfahrer.
Nachdem er zuvor bereits bei kleineren argentinischen Rennen Erfolge feiern konnte, gewann Messineo 2010 eine Etappe bei der Vuelta al Ecuador und damit sein erstes Rennen in einem UCI-Kalender. Außerdem erreichte er bei den nationalen Meisterschaften den zweiten Platz im Straßenrennen sowie den dritten Rang im Einzelzeitfahren. Ein Jahr später gelangen ihm sowohl der Gesamtsieg im Etappenrennen Clásica del Oeste-Doble Bragado, ein Etappensieg bei der Tour de San Luis als auch Siege im Einzelzeitfahren bei den argentinischen und den panamerikanischen Meisterschaften.
2013 errang Messineo bei den panamerikanischen Meisterschaften die Bronzemedaille im Einzelzeitfahren.

## Erfolge
2010
- eine Etappe Vuelta al Ecuador

2011
- eine Etappe Tour de San Luis
- Argentinischer Meister – Einzelzeitfahren
- Panamerikameisterschaft – Einzelzeitfahren

2012
- eine Etappe Vuelta a Bolivia

2013
- Argentinischer Meister – Einzelzeitfahren
- Mannschaftszeitfahren Vuelta a Bolivia
- Panamerikanische Meisterschaften – Einzelzeitfahren

## Teams
- 2012 San Luis Somos Todos (ab 1. September)
- 2013 San Luis Somos Todos
- 2014 San Luis Somos Todos
- 2015 San Luis Somos Todos